# Pétoubastis II
Pétoubastis II (transcription selon l'historien antique Manéthon de l'égyptien Padibastet) est un roi ayant gouverné Tanis sous la XXIIIe dynastie, de 730 à 725 AEC.

## Identification
Ce roi Séhotepibenrê Pétoubastis et le roi Pétoubastis (Putubishti) des sources assyriennes ont souvent été assimilés l'un à l'autre, or il semblerait qu'il s'agirait de deux rois distincts.
En effet, le nom de Séhotepibenrê Pétoubastis a été retrouvé à Memphis, or il est très peu probable que le roi égyptien des sources assyriennes, contemporain de Taharqa, ait pu être roi de cette ville à cette époque.

## Généalogie

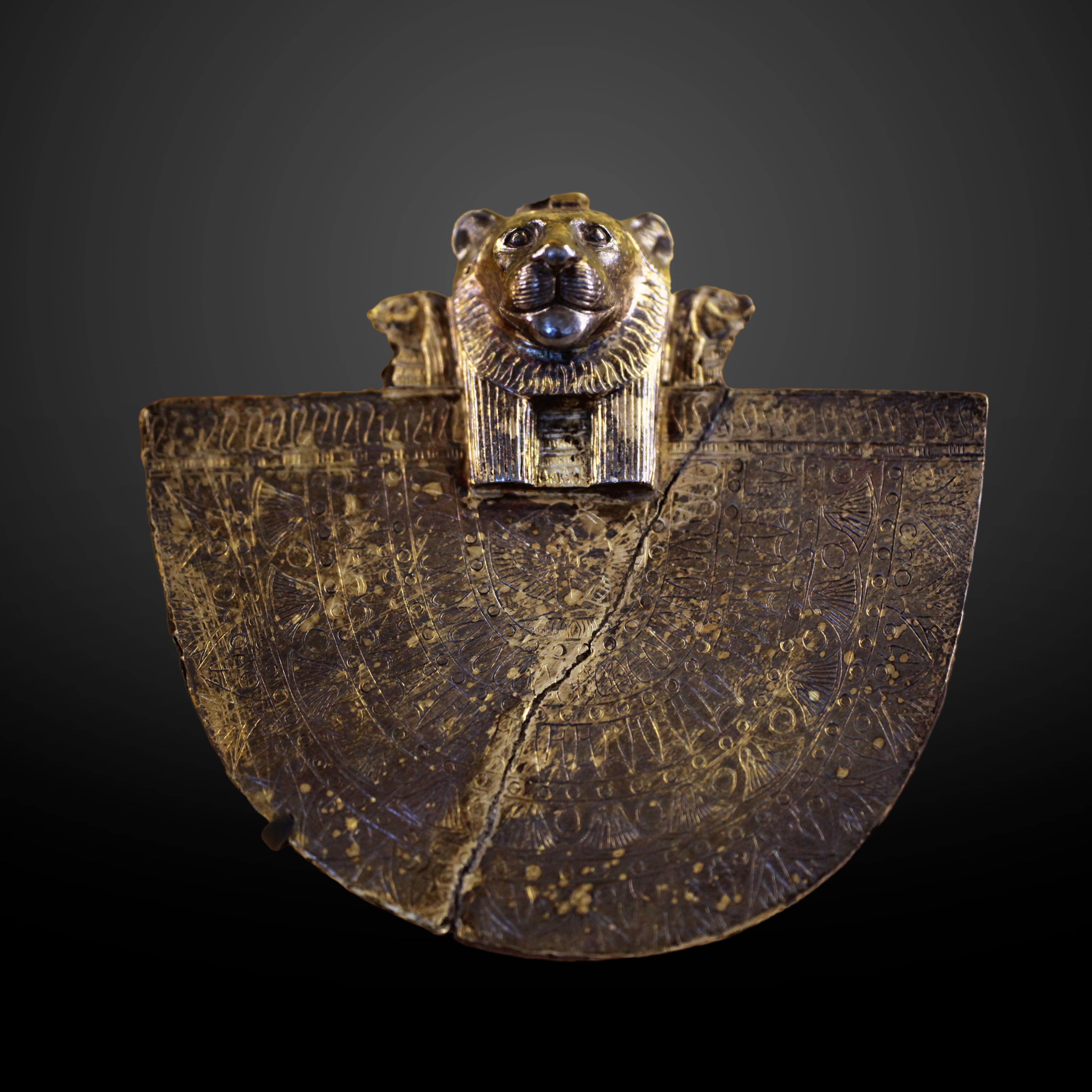
Égide en bronze, aujourd'hui au Louvre.

Il est possible qu'il ait eu une épouse nommée Tadibastet avec qui il aurait eu son successeur Osorkon IV, bien que certains voient en le père d'Osorkon IV non pas Pétoubastis II mais Sheshonq V. 
Payraudeau avance quant à lui que le contexte des titres donnés ne permet pas de savoir si Tadibastet est la mère d'un roi Osorkon ou bien son épouse, car elle porte les titres de « mère du dieu » et d'« épouse du roi » sur une égide en électrum sur laquelle le nom d'un roi Osorkon est cité, or il n'est certain le titre de « mère du dieu » renvoie au statut de mère royale, mais il pourrait signifier autre chose, ce qui ferait d'elle alors non pas la mère mais l'épouse du roi Osorkon nommé.

## Règne
Pétoubastis II règne sur une partie de l'est du delta depuis Tanis et serait le premier roi de la XXIIIe dynastie. Il aurait succédé à Sheshonq V de la XXIIe dynastie.
Quelques monuments inscrits au nom de Pétoubastis ont été retrouvés, notamment à Memphis (une statue), à Tanis (des blocs remployés plus tard dans les lacs d'Amon et de Mout) et des deux fragments d'inscriptions provenant probablement d'Héliopolis.